# Зорін Михайло Гаврилович
Михайло Гаврилович Зо́рін (29 вересня 1921, Костянтинівка — 16 червня 1986, Одеса) — український радянський скульптор і педагог; член Спілки радянських художників України з 1974 року.

## Біографія
Народився 29 вересня 1921 року в місті Костянтинівці (нині Донецька область, Україна). 1937 року вступив до Одеського художнього училища. Брав участь у німецько-радянській війні. Нагороджений орденом Вітчизняної війни II ступеня (6 квітня 1985).
Після війни продовжив навчання в Одеському художньому училищі, яке закінчив 1948 року. Був учнем Михайла Жука. У 1955—1961 роках навчався у Харківському художньому інституті у Ольги Кудрявцевої. Дипломна робота — скульптура «Механізатор» (керівник Микола Рябінін).
У 1961—1970 роках викладав у Одеському художньому училищі. Серед учнів: Микола Мордик, Олена Філатова, Галина Чернова. З 1970 року працював на Одеському художньо-виробничому комбінаті. Помер в Одесі 16 червня 1986 року.

## Творчість
Працював у галузі станкової скульптури, переважно у жанрі портрету. Серед робіт:
портрети
- «Машиніст Бондарєв» (1962, гіпс тонований);
- «Народний артист СРСР Василь Василько» (1967, пісковик);
- «Герой Соціалістичної Праці О. Нещадименко» (1970);
- «Дочка Люда» (1970, мармур);
- «Спортсменка Л. Петрова» (1971, мармур);
- «Ударник П. Захарчук» (1972, оргскло);
- «Ветеран російсько-японської війни С. Уласевич» (1974, тоноване скло);

композиція
- «Літо» (1971, дерево, різьблення, точіння).

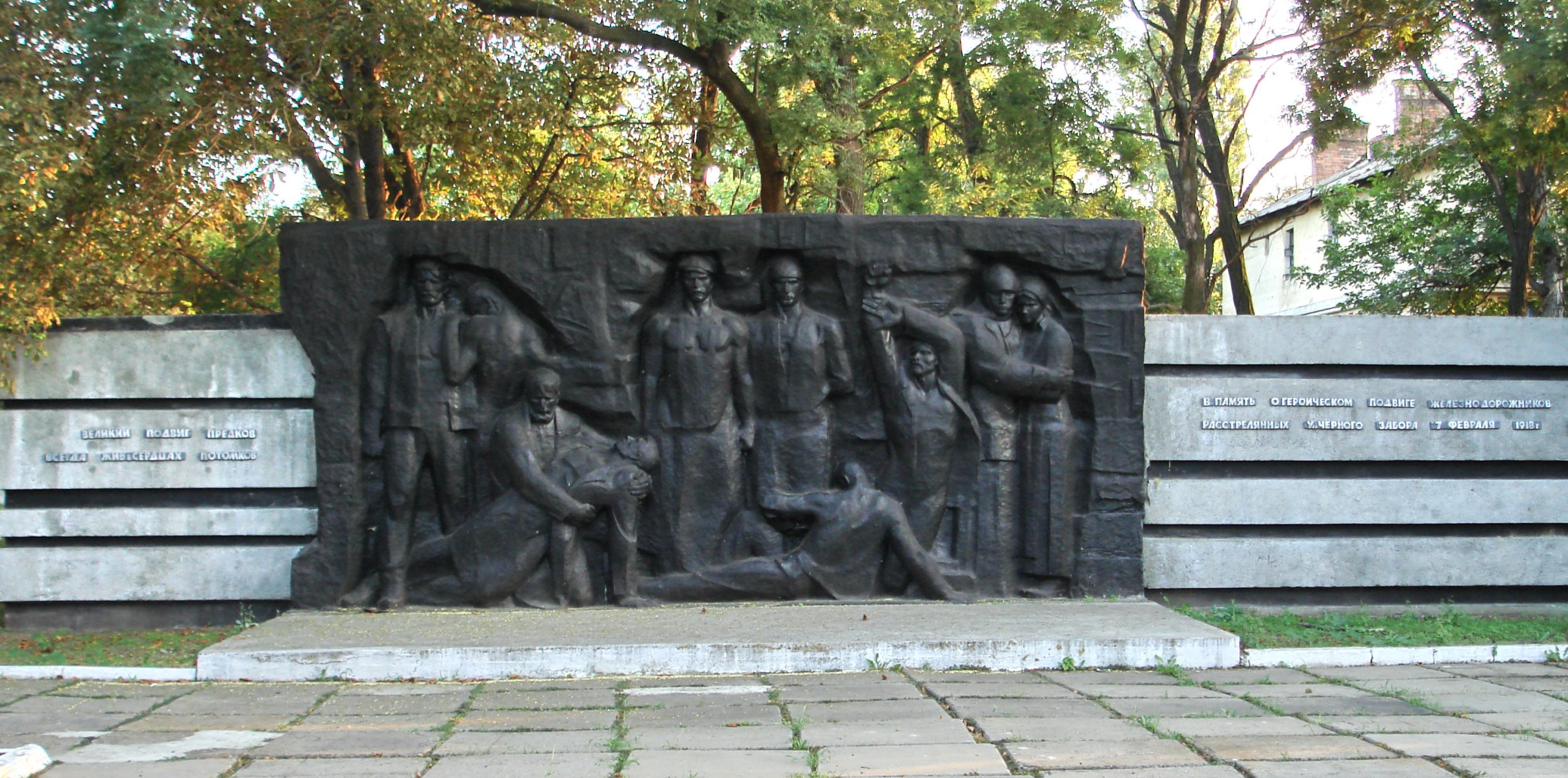
«Розстріл біля чорної огорожі».

Автор пам'ятника «Розстріл біля чорної огорожі» у Бендерах (1968, горельєф, чавун; співавтор В. К. Петров; 46°49′31.9″ пн. ш. 29°28′16.2″ сх. д. / 46.825528° пн. ш. 29.471167° сх. д.).
Починаючи з 1950-х років розписував також порцелянові вироби (чашки з блюдами).
Брав участь в обласних, республіканських, всесоюзних мистецьких виставках з 1948 року. Персональна виставка робіт відбулася в Одесі у 1972 році. Окремі роботи зберігаються в Одеському художньому музеї.

## У мистецтві
У 1961 році живописний портрет скульптора виконав художник Анатолій Шипов.